# Parella
Parella é uma comuna italiana da região do Piemonte, província de Turim, com cerca de 456 habitantes. Estende-se por uma área de 2 km², tendo uma densidade populacional de 228 hab/km². Faz fronteira com Castellamonte, Lugnacco, Loranzè, Colleretto Giacosa, Quagliuzzo, San Martino Canavese.

## Demografia
| Variação demográfica do município entre 1861 e 2009                               |
|                                                                                   |
| Fonte: Istituto Nazionale di Statistica (ISTAT) - Elaboração gráfica da Wikipedia |